# Sillon interventriculaire postérieur
Le sillon interventriculaire postérieur est un sillon situé sur la face diaphragmatique du cœur.

## Structure
Le sillon interventriculaire postérieur s'étend du sillon coronaire à l'apex du cœur. Il sépare les deux ventricules sur la face inférieure du cœur. Il se termine au niveau de l'incisure de l'apex du cœur qui le connecte avec le sillon interventriculaire antérieur.
Le sillon interventriculaire antérieur contient l'artère interventriculaire postérieure.